# Xã Garfield, Quận Roberts, South Dakota
Xã Garfield (tiếng Anh: Garfield Township) là một xã thuộc quận Roberts, tiểu bang Nam Dakota, Hoa Kỳ. Năm 2010, dân số của xã này là 146 người.